# Museumsdorf Hösseringen

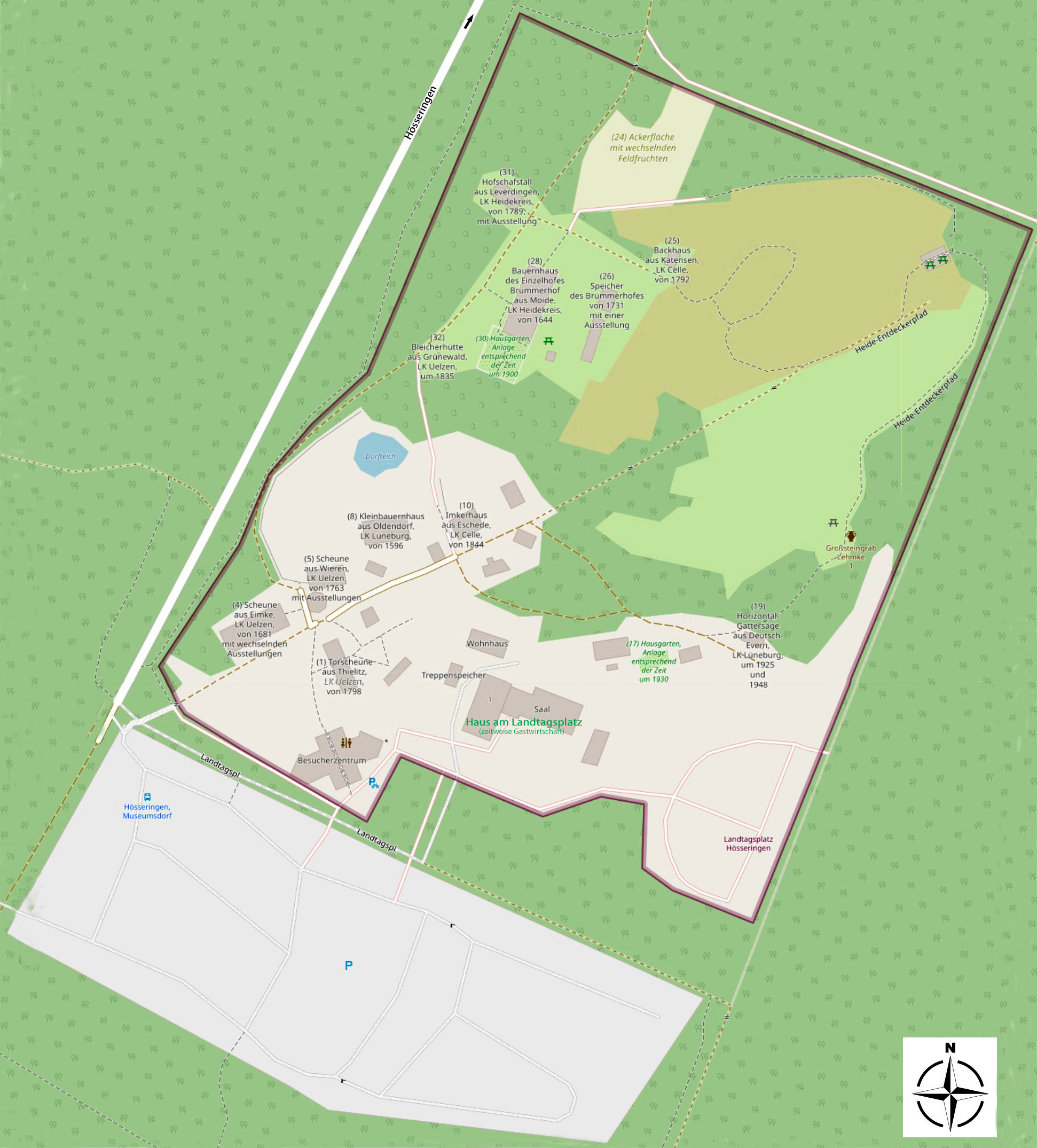
Übersichtsplan

Das Museumsdorf Hösseringen, Landwirtschaftsmuseum Lüneburger Heide, ist ein Freilichtmuseum im Suderburger Ortsteil Hösseringen in Niedersachsen. Es entstand 1975 und zeigt auf einem Gelände von mehr als 130.000 m² 30 historische Gebäude. Es wird die Geschichte der Landwirtschaft, des Handwerkes, der Wirtschaft und der Kultur des niederdeutschen Gebietes der Lüneburger Heide vorgestellt. Museumsleiter ist Ulrich Brohm.

## Geschichte
Im März 1975 gründeten heimatgeschichtlich engagierte Einwohner aus dem Landkreis Uelzen den „Verein Landwirtschaftsmuseum Lüneburger Heide am Landtagsplatz zu Hösseringen e. V.“ und schufen damit die Voraussetzungen für den Aufbau des Museumsdorfes, welches seither mit öffentlicher Förderung ausgebaut worden ist. Es entstand ein ländliches Regionalmuseum, das alljährlich Besuchern die Kulturgeschichte der Lüneburger Heide in lebendiger und anschaulicher Form vermittelt.
In den Jahren von 1977 bis 1993 erhielt das Museumsdorf im Wesentlichen seine heutige Gestalt. Die überwiegende Mehrzahl der inzwischen insgesamt 30 Gebäude wurde in dieser Zeit in das Museum umgesetzt und das Gelände erhielt durch verschiedene Anlagen sein jetziges Aussehen.

## Museumsgelände, Gebäude und Ausstellungen
Das Gelände des Museumsdorfes Hösseringen ist von ausgedehnten Waldgebieten der Lüneburger Heide umgeben, die einen natürlichen Hintergrund für die Gebäude und landwirtschaftlichen Darstellungsflächen des Museumsdorfes bilden. Eine große Heidefläche wird von zwei Trockentälern durchzogen in dem sich ein uralter großer Findling befindet, der in der Saale-Eiszeit hierher transportiert wurde. Eine Ackerfläche wird mit unterschiedlichen Feldfrüchten bepflanzt. Auf dem Gelände befindet sich eine Kohlenmeilerstelle, die regelmäßig zur Holzkohleherstellung genutzt wird.
Bei den ausgestellten Häusern handelt sich um originalgetreue Wiederaufbauten, die alle aus den umliegenden Landkreisen stammen. Bis heute wurden 30 Bauten aus der Zeit zwischen dem 16. und 20. Jahrhundert wiedererrichtet. Prunkstück des Museumsdorfes ist ein Zweiständerhaus von 1644, ein Ständerbohlenbau. Es war das ehemalige Haupthaus des Brümmerhofes, eines Einzelhofes aus dem frühen 17. Jahrhundert im Landkreis Heidekreis. Davor wurde ein repräsentativer Hausgarten angelegt, wie er in der Zeit um 1900 verbreitet war. In der Nähe stehen ein Treppenspeicher von 1731 und ein weiterer Speicher von 1808 (1852 erweitert) vom gleichen Hof. Neben dem Haupthaus steht die Rekonstruktion eines regionaltypischen Ziehbrunnens mit einem schwenkbaren Querbalken.
Die ältesten Gebäude sind eine Scheune aus Altenebstorf von 1573 und ein Kleinbauernhaus von 1596, dieses stand ursprünglich in Oldendorf (Luhe), Landkreis Lüneburg. Weiter ist ein Kötnerhaus von 1750 aus Bahnsen erwähnenswert. In diversen anderen Häusern kann die frühere Wirtschaft, die Landwirtschaft und das alte Handwerk besichtigt werden. Hierzu zählt z. B. das Imkerhaus mit Schuppen aus Eschede Landkreis Celle von 1844. Oder ein Schmiedehaus von 1780 aus Heese (Gemeinde Eldingen) und eine Schmiedewerkstatt von 1845 aus Bodenteich. Weiter sind ein Horizontalsägegatter von 1946/1948 aus Deutsch Evern, ein Backhaus von 1792 aus Katensen, eine Stellmacherwerkstatt von 1922 aus Westendorf und ein Schweinestall von 1835 aus Graulingen erwähnenswert. Außerdem stehen auf dem Gelände ein Spritzenhaus und verschiedene Heidschnuckenställe, Scheunen, Schuppen und Treppenspeicher. 
Im Süden des Platzes fanden zwischen 1532 und 1652 die Landtage des Fürstentums Lüneburg statt. An der vermuteten Versammlungsstelle wurde ein Platz mit einem Gedenkstein hergerichtet.

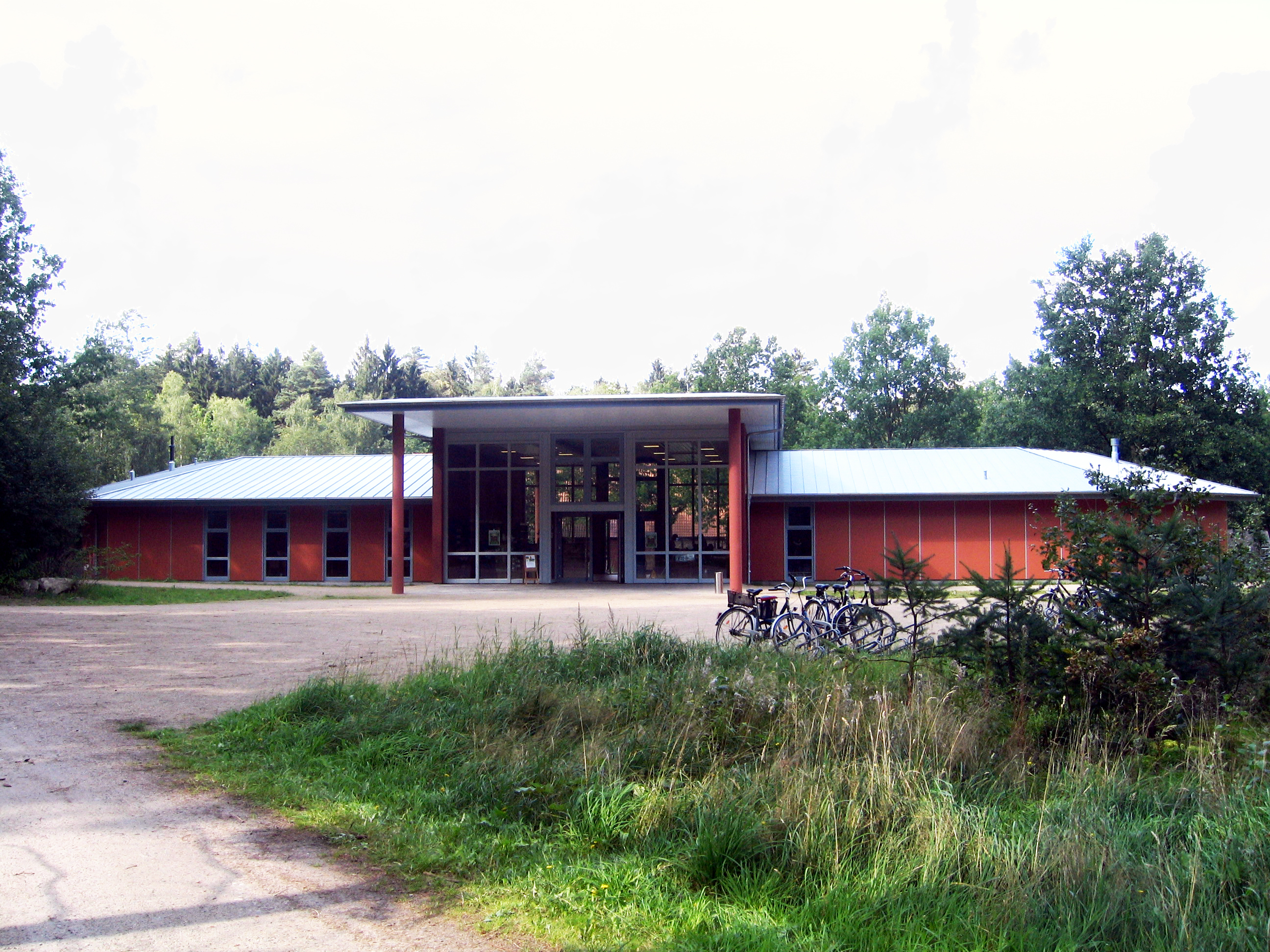
Eingang zum Museumsdorf
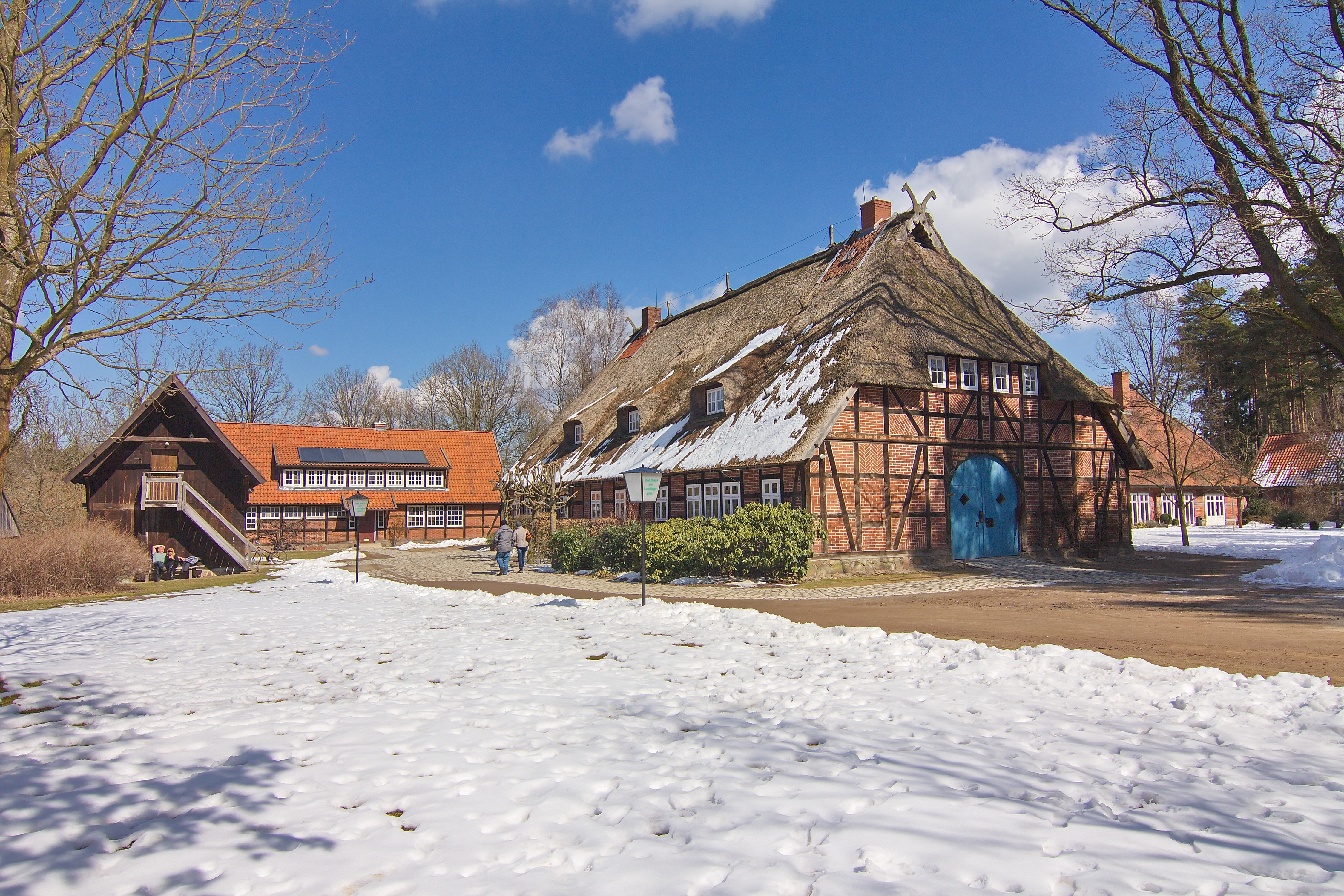
Haus am Landtagsplatz
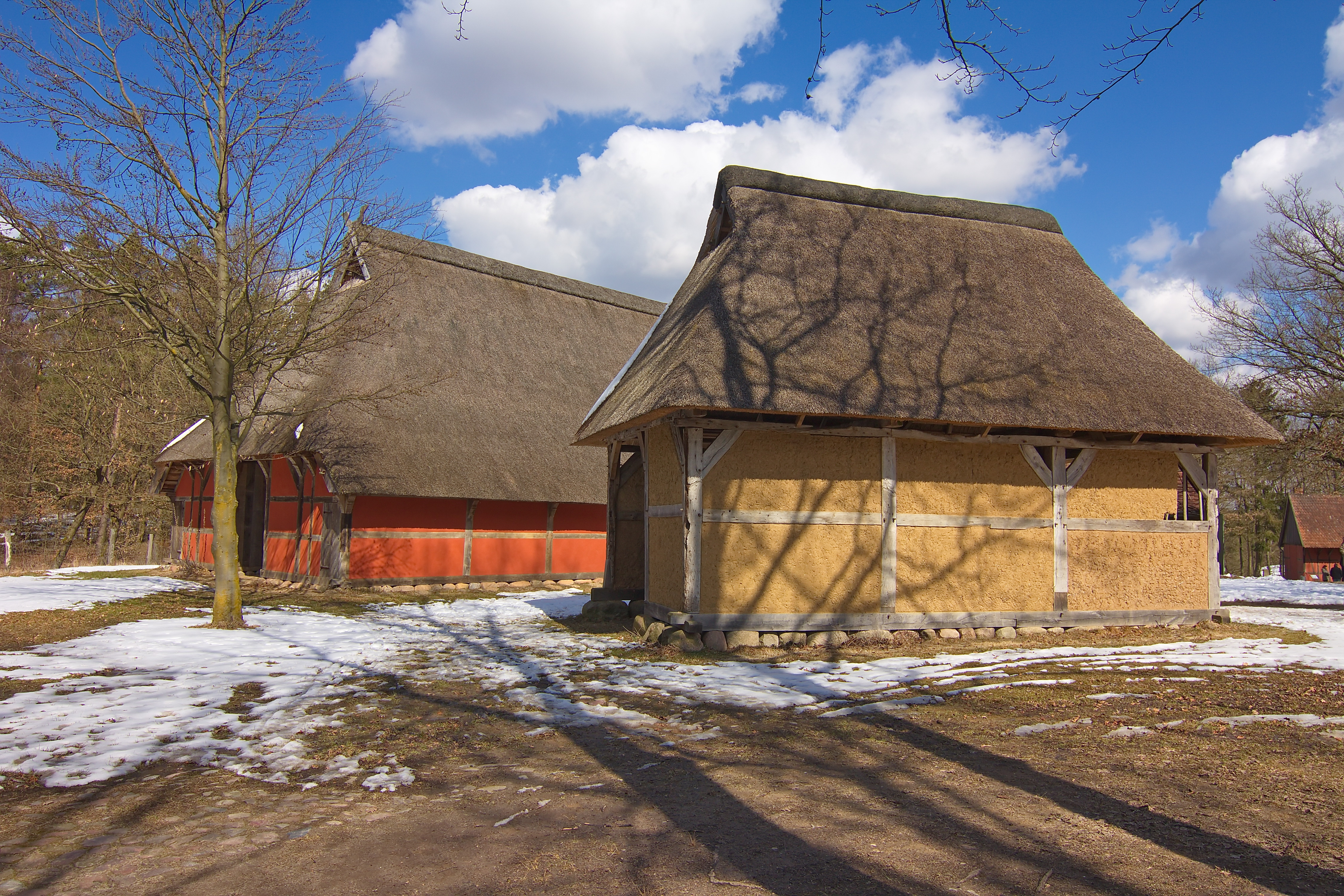
Scheune von 1573 aus Altenebstorf
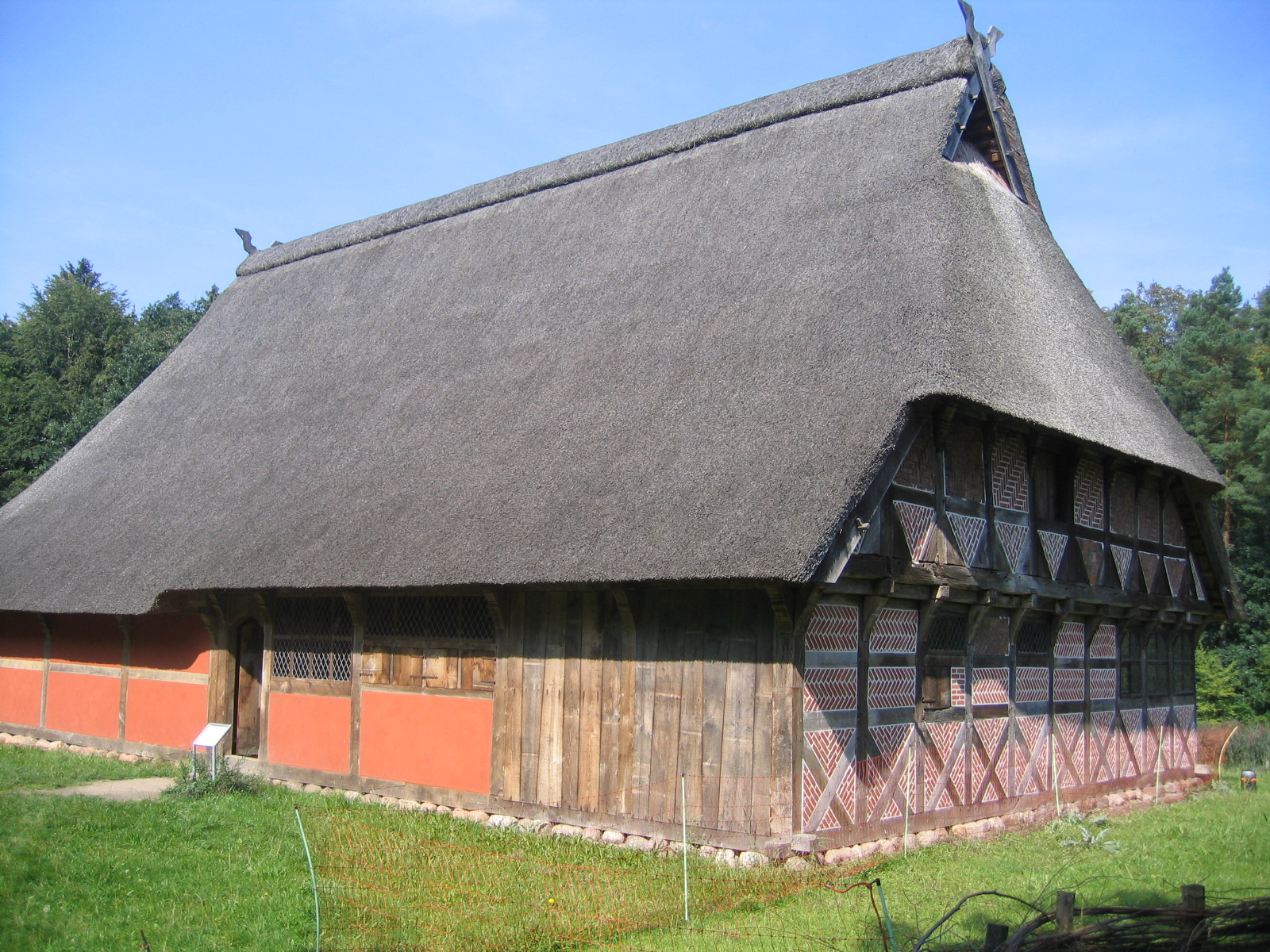
Kötnerhaus von 1596 aus Oldendorf
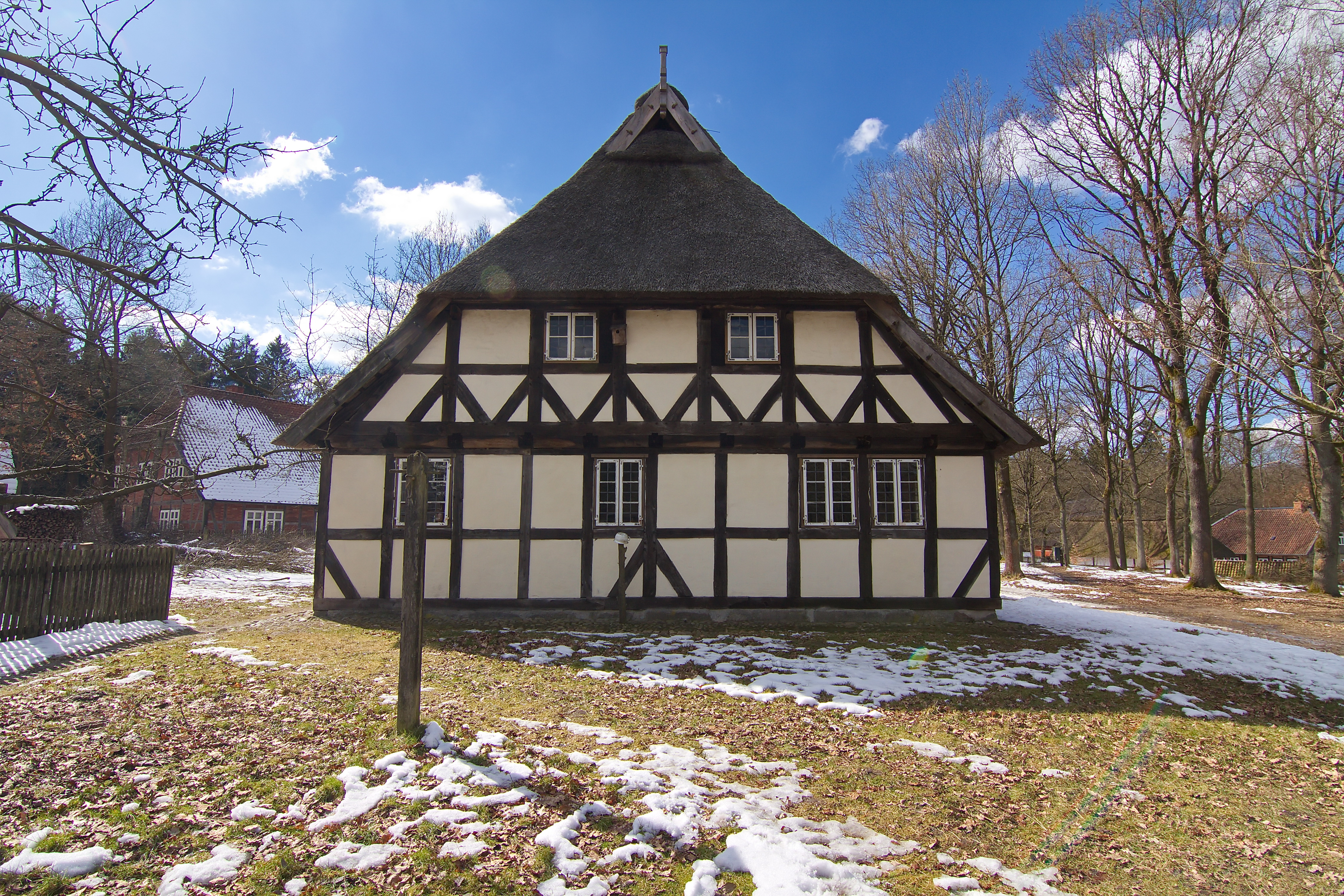
Kötnerhaus von 1750 aus Bahnsen
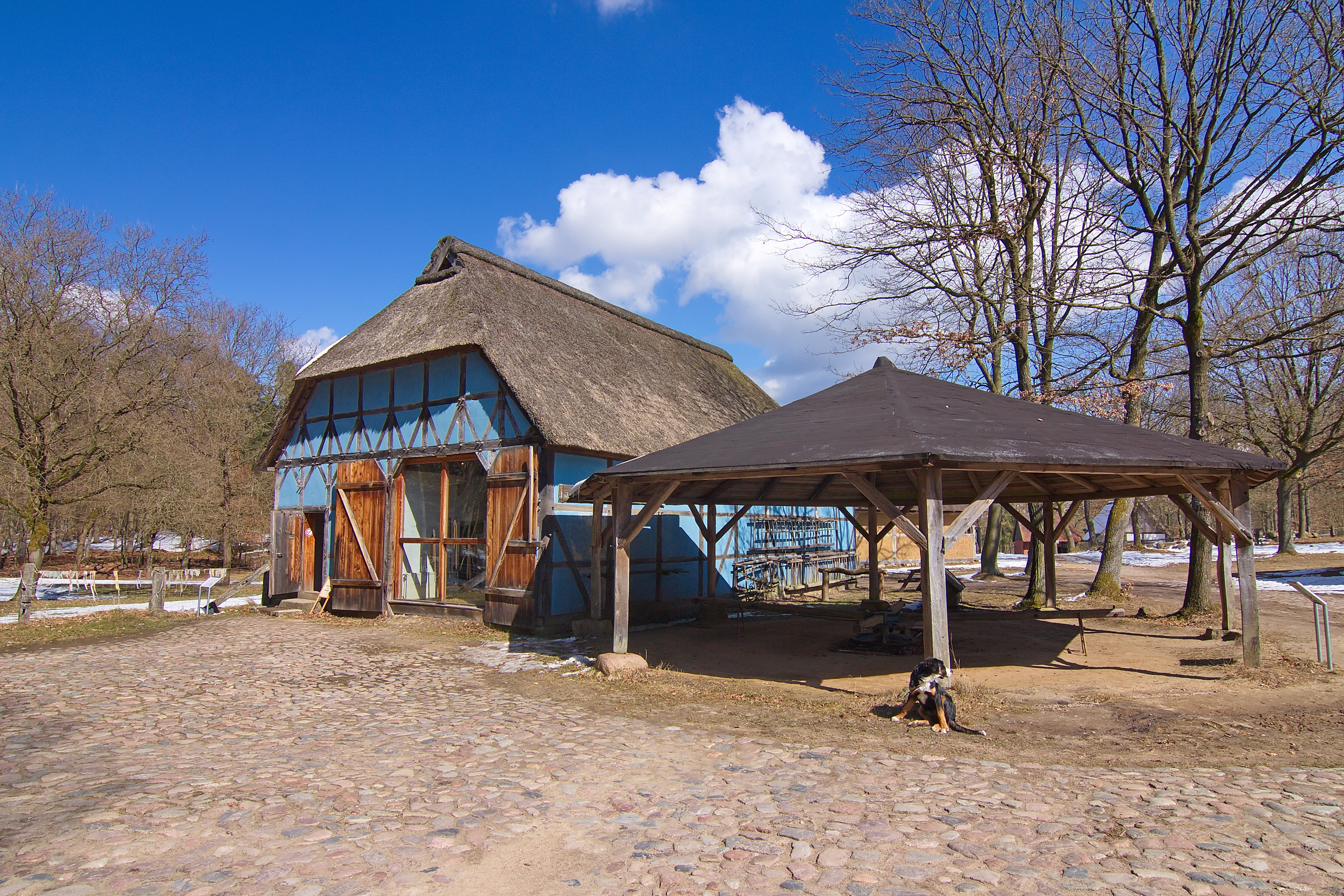
Blaue Scheune von 1763 aus Wieren mit Göpelschuppen
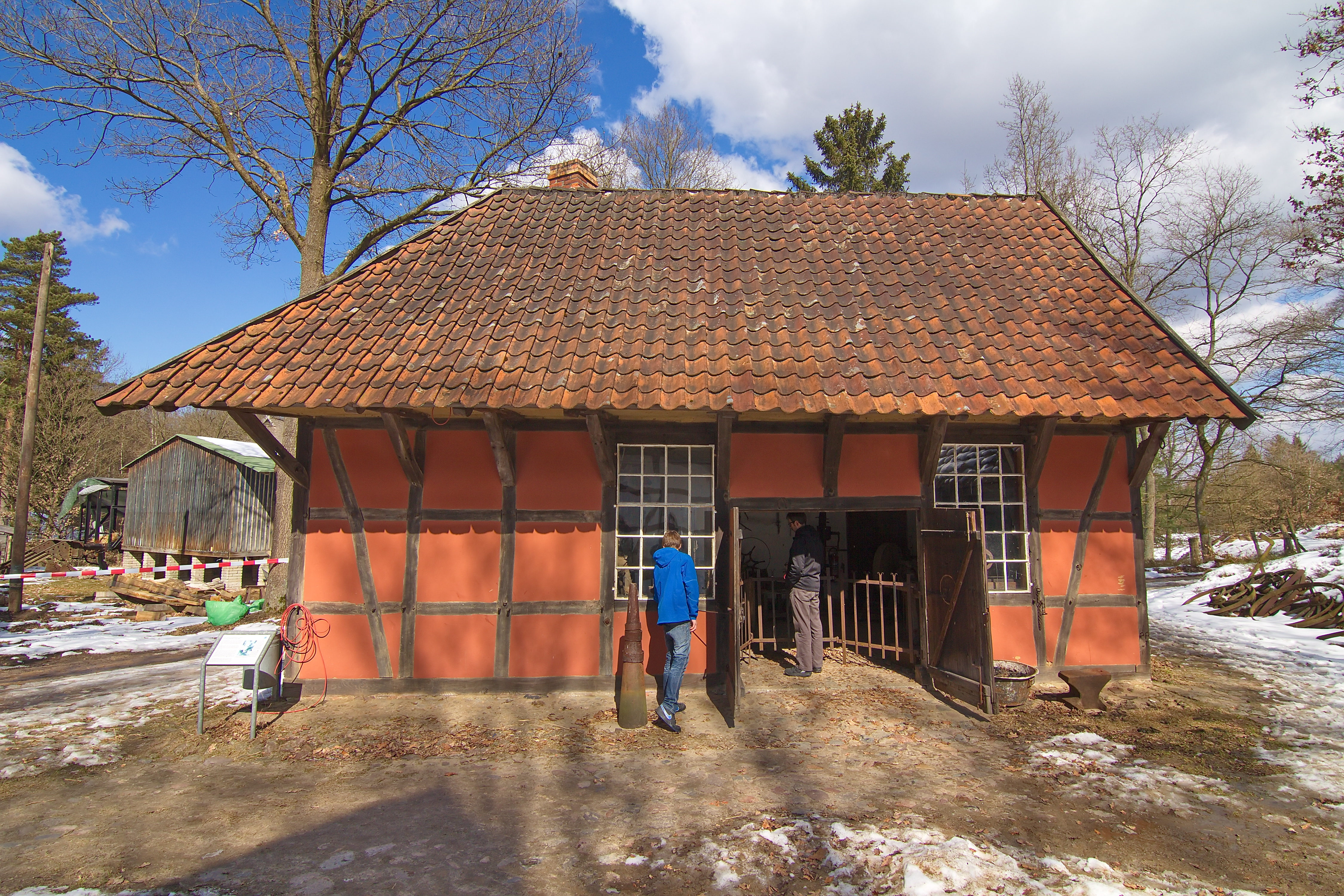
Schmiede von 1845 aus Bad Bodenteich
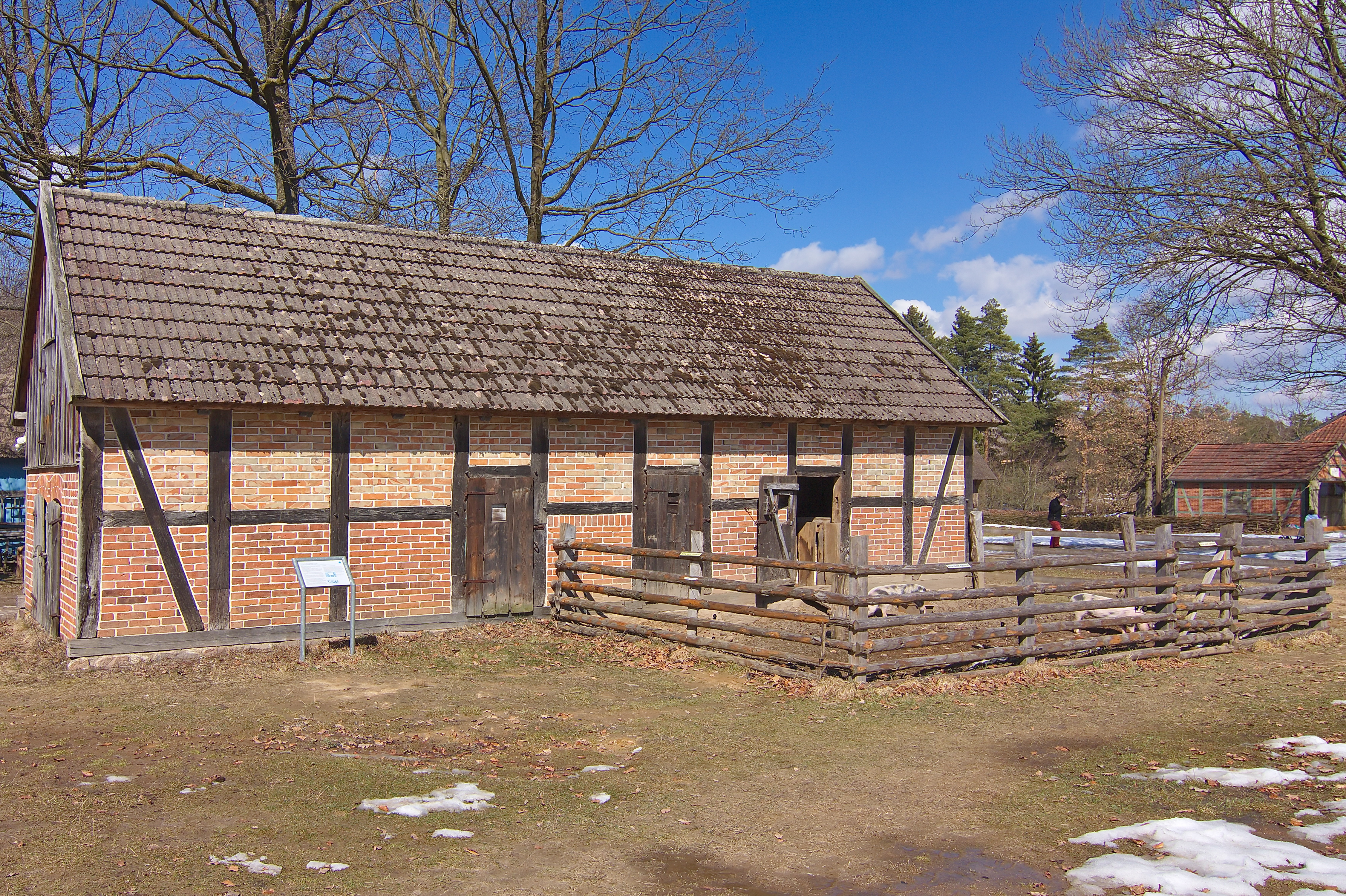
Schweinestall von 1835 aus Graulingen

In Ausstellungen werden Themen wie beispielsweise Imkerei, Schafhaltung, Spinnen, Weben und Schmieden dargestellt. Eine Sägerei und Stellmacherei vermitteln weitere Einblicke in ländliche Arbeitsbereiche. Bäuerliche Hausgärten, Schweine im Auslauf am Schweinestall, sowie Schnucken auf der Heidefläche vervollständigen das dörfliche und ländliche Bild. In der großen Ausstellungshalle sind auf etwa 450 m² jährlich wechselnde Ausstellungen zur Kulturgeschichte der Lüneburger Heide zu sehen.

## Sammlung
Arbeitsschwerpunkt des Museumsdorfes Hösseringen ist die ländliche Kulturgeschichte der Lüneburger Heide. Dazu gehören das Sammeln und Bewahren von Zeugnissen aus der Region, deren Erforschung und die wissenschaftliche Bearbeitung. Dies ist die Grundlage für die Präsentation und das Vermitteln von Zusammenhängen in Ausstellungen mit unterschiedlichem thematischem Fokus. Zur Sammlung des Museumsdorfes gehört neben den Gebäuden und Anlagen selbst ein umfangreicher Bestand an Kulturgütern aus der Lüneburger Heide. Etwa 71.000 Gegenstände von der Stecknadel bis zum Mähdrescher sind in mehreren Depots untergebracht. Die Sammlung des Museumsdorfes, das Archiv und die Bibliothek stehen für wissenschaftliche Forschungen zur Verfügung.